# ケンブリッジ・シティFC
ケンブリッジ・シティ・フットボール・クラブ（Cambridge City Football Club）はイングランド、ケンブリッジシャー州・ケンブリッジを本拠地とするサッカークラブチームである。2023-2024シーズンはノーザンプレミアフットボールリーグ・ディヴィジョン1・ミッドランズ（7・8部相当）に所属。

## タイトル

### 国内タイトル
- サウザンリーグ:1回

1962-1963
- サウザンリーグ・サウザンディヴィジョン:1回

1985-1986
- サウザンリーグカップ

2009-2010

### 国際タイトル
- なし

## クラブ各種記録

### カップ戦
- FAカップ

2回戦敗退 2004-2005
- FAトロフィー

5回戦敗退 2004-2005,2005-2006
- FAアマチュアカップ

準決勝 1927-1928